# Одиджа-Офоэ, Вадис
Вадис Одиджа-Офоэ (нидерл. Vadis Odjidja-Ofoe; родился 21 февраля 1989, Гент, Бельгия) — бельгийский футболист ганского происхождения, полузащитник клуба «Хайдук». Участник Олимпийских игр в Пекине.
Отец Одиджи — ганец, мать — бельгийка. Он говорит на голландском и французском языках.

## Клубная карьера
Вадис пришёл в футбольную школу «Гента» в возрасте 5 лет. В 1999 году он перешёл в футбольную академию «Андерлехта». В 2007 году Одиджа дебютировал за основную команду в Жюпиле лиге. Осенью 2007 года в надежде удержать молодого полузащитника клуб предложил Вадису продлить контракт. Но востребованность Одиджы на европейском рынке была высока, интерес к нему проявляли голландские «Фейеноорд», «Херенвен», «Рода», «АЗ», «ПСВ», «Твенте», «Стандард» из Льежа и немецкий «Гамбург». В конце концов Вадис выбрал клуб из Бундеслиги, где выступал его соотечественник Венсан Компани.
17 февраля 2008 года в матче против «Бохума» Одиджа дебютировал в Бундеслиге, выйдя на замену вместо Давида Яролима в конце встречи. Из-за отсутствия постоянной игровой практики Вадис изъявил желание покинуть команду.
9 января 2009 года вернулся на родину, где подписал контракт с клубом «Брюгге» до 2013 года. Сумма трансфера составила 900 тыс. евро. 17 января в поединке против «Мехелена» Вадис дебютировал за новую команду. 2 августа в матче против «Шарлеруа» Одиджа забил свой первый гол и помог команде победить. Летом 2009 года активный интерес к полузащитнику проявляли испанская «Валенсия» и английский «Тоттенхэм Хотспур». Летом 2012 года сорвался его переход в «Порту», а затем и в английский «Эвертон».
Летом 2014 года Вадис перешёл в «Норвич Сити». 16 сентября в матче против «Брентфорда» он дебютировал в Чемпионшипе. Летом 2015 года Одиджа на правах краткосрочной аренды перешёл в «Ротерем Юнайтед». В матче против «Чарльтон Атлетик» он дебютировал за новую команду. 19 сентября в поединке против «Кардифф Сити» Вадис забил свой первый гол за «Ротерем Юнайтед».
Летом 2016 года на правах свободного агента Одиджа подписал соглашение с польской «Легией». 13 августа в матче против «Гурника» из Ленчны он дебютировал в польской Экстаклассе. 2 ноября в поединке Лиги чемпионов против мадридского «Реала» Вадис забил свой первый гол за «Легию». По итогам дебютного сезона он помог клубу выиграть чемпионат. Летом 2017 года Вадисом интересовался российский «Краснодар», но Одиджа перешёл в греческий «Олимпиакос». Сумма трансфера составила 2,5 млн евро. 25 июля в матче квалификации Лиги чемпионов против белградского «Партизана» он дебютировал за новый клуб. 16 августа также в поединке квалификации против хорватской «Риеки» Одиджа забил свой первый гол за «Олимпиакос». 26 августа в матче против «ПАС Ламия» он дебютировал в греческой Суперлиге.
Летом 2018 года Одиджа-Офоэ вернулся в «Гент». Сумма трансфера составила 3 млн евро. 27 июля в матче против льежского «Стандарда» он дебютировал за новую команду. В поединке против «Эйпена» Вадис забил свой первый гол за «Гент».

## Международная карьера
В 2008 году Вадис попал в заявку молодёжной сборной Бельгии на участие в Олимпийских играх в Пекине. На турнире он принял участие в одном поединке против сборной Нигерии, заменив Мартена Мартенса во втором тайме.
У Одиджы есть ганский паспорт, который давал ему право выступать за сборную Ганы, так как он не был заигран за основную сборную Бельгии. 17 ноября 2010 года в товарищеском матче против сборной России Вадис дебютировал за национальную сборную, заменив в конце матча Эдена Азара.

## Достижения
Командные
«Легия»
- Чемпионат Польши по футболу — 2016/17

Личные
«Легия»
- Лучший игрок Чемпионата Польши 2016/17